# Rudolf Hruska
Rudolf Hruschka, poi reso in Rodolfo Hruska a seguito del trasferimento in Italia (Vienna, 2 luglio 1915 – Torino, 4 dicembre 1994), è stato un ingegnere austriaco.

## Biografia

### Inizi e primi anni in Germania
Di famiglia d'origine boema, rimase orfano della madre a 5 anni. Il padre decise di farsi una nuova famiglia e il piccolo Rudolf venne allevato da alcuni parenti.
Conseguita la laurea in ingegneria all'Università di Vienna, si trasferì a Stoccarda dove, nel 1938, fu assunto nello studio tecnico di Ferdinand Porsche, divenendo ben presto il principale collaboratore del figlio nei compiti di progettazione, sviluppo e industrializzazione del "Maggiolino" e dei carri armati Tiger I e II.

### Periodo italiano all'Alfa e alla Fiat
Dopo la seconda guerra mondiale, nel 1947, seguì Ferry Porsche nella sua avventura alla Cisitalia e, nonostante il fallimento dell'azienda torinese, decise di stabilirsi in Italia.

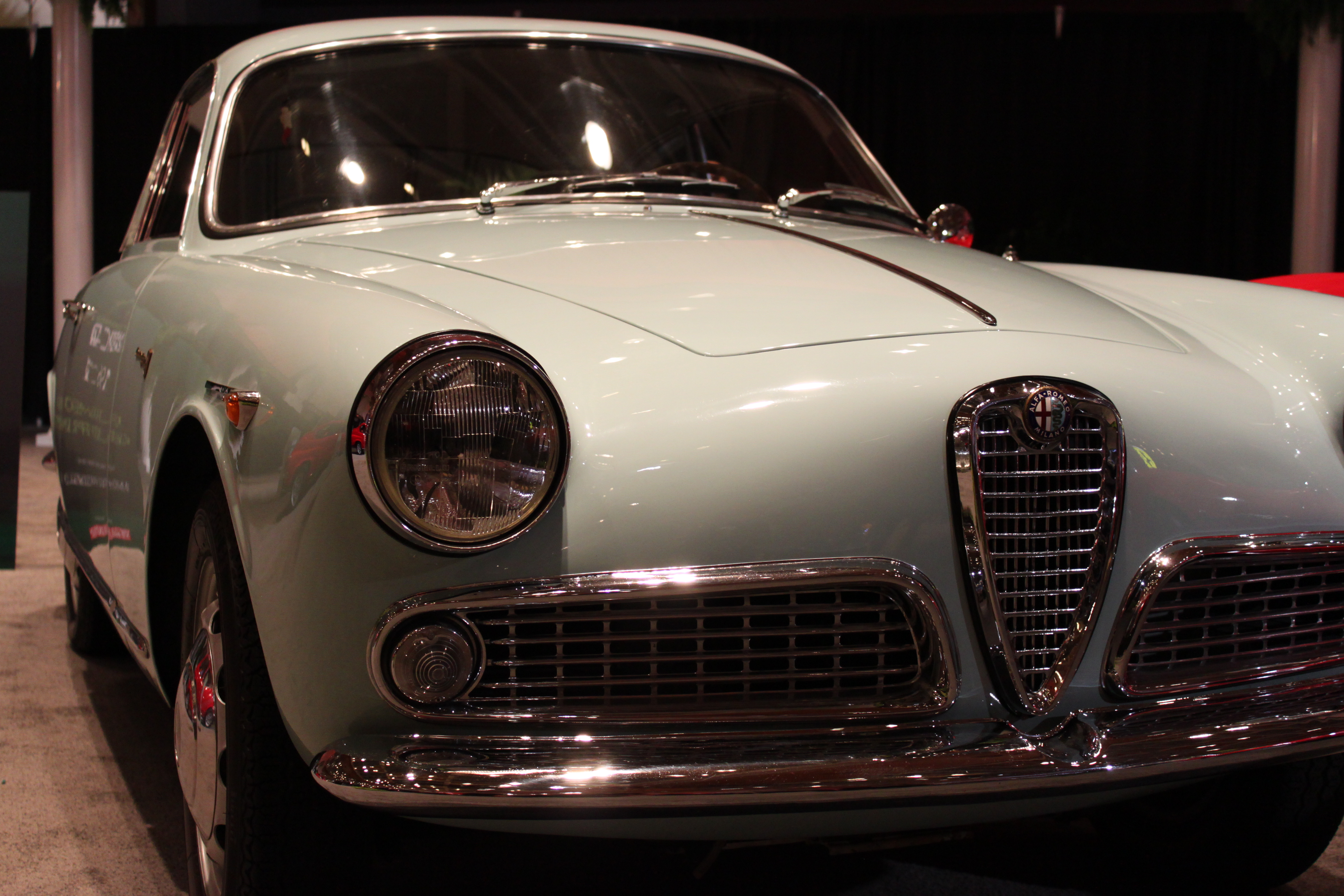
Alfa Romeo Giulietta Sprint, una delle prime vetture ideate dal progettista austriaco

Nel 1951 divenne consulente di Finmeccanica che lo collocò presso la controllata Alfa Romeo, dove assunse, nel 1954, la carica di direttore tecnico responsabile dei settori di produzione e progettazione, sovrintendendo personalmente alla progettazione e industrializzazione delle Giulietta Berlina, Sprint e Spider. Due anni dopo ricevette la nomina a vice direttore del settore tecnico produttivo ed economico, ma nel 1959 fu costretto a dimettersi, in seguito ad attriti con la dirigenza dell'IRI.

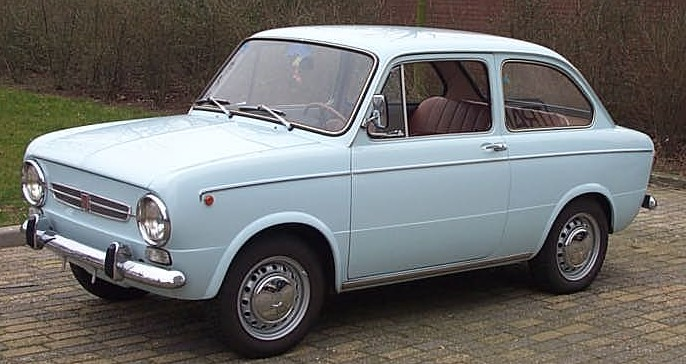
Fiat 850 Special del 1968, modello progettato dall'austriaco insieme a Giacosa

Le offerte certo non mancarono sia da parte della Porsche che dalla BMW, disposta ad affidargli la direzione aziendale, ma Hruska era piuttosto restio ad abbandonare l'Italia e preferì accettare la proposta della FIAT, dove prestò la sua opera, soprattutto per la completa riorganizzazione tecnica della collegata SIMCA e, in seguito, per la progettazione dei modelli "850".
Richiamato all'Alfa Romeo dal nuovo presidente Giuseppe Luraghi, nel 1967, fu incaricato di dare vita al progetto "Alfasud". Il compito prospettatogli non era solo quello di coordinare la progettazione della nuova vettura, ma anche il progetto delle strutture ed infrastrutture dell'unità produttiva di Pomigliano d'Arco. Hruska accettò, ponendo come condizione che l'Alfa Romeo accogliesse anche tutto il suo staff, ovvero i 28 tecnici italiani della SIMCA che, poco prima, era stata ceduta alla Chrysler dalla FIAT.
Insediatosi nel nuovo ufficio tecnico, appositamente e segretamente realizzato in adiacenza a quello esistente, per nasconderne l'operato agli occhi indiscreti della stampa, Hruska e i suoi assistenti si misero all'opera per realizzare una serie di proposte da sottoporre alla direzione aziendale.

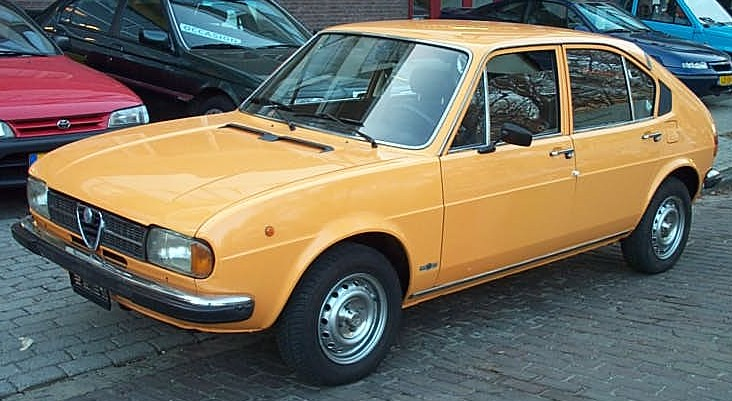
Un'Alfasud, modello più famoso progettato dal Hruska

Il 15 gennaio 1968, dopo decine di progetti proposti e discussi, venne presentato il piano generale per realizzazione dello stabilimento Alfasud di Pomigliano d'Arco che prevedeva la costruzione dei nuovi impianti e l'inizio produttivo nel gennaio 1972, a fronte di una spesa di 300 miliardi di lire. La posa della prima pietra avvenne il 28 aprile dello stesso anno, alla presenza del presidente del consiglio Aldo Moro.
Le agitazioni sindacali dell'autunno caldo e degli anni successivi misero a dura prova la fama di "direttore asburgico" che Hruska aveva ereditato dai precedenti incarichi. Durante lo svolgimento dei lavori, il cantiere Alfasud venne rallentato da quasi un milione di ore di sciopero. Purtuttavia, il tenace Hruska riuscì a completare le opere e dare inizio alla produzione, con soli tre mesi di ritardo, nell'aprile 1972. Occorre anche segnalare, fatto più unico che raro nella storia delle opere pubbliche italiane, che la spesa complessiva risultò inferiore di 25 miliardi, rispetto ai 300 stanziati.
L'Alfa Romeo Alfasud, che coniugava la modernità delle trazione anteriore con la solidità del motore boxer, divenne subito richiestissima sul mercato nazionale ed estero.
Dimessosi nel 1980, Hruska trascorse gli ultimi anni collaborando saltuariamente con l'Italdesign e con l'I.DE.A di Moncalieri.